# Money for Dope
Money for Dope è un album di Daniele Luttazzi pubblicato nel 2005.

## Descrizione
Il disco è composto da dieci brani scritti da Luttazzi nell'arco di vent'anni e arrangiati dal jazzista e direttore d'orchestra Massimo Nunzi. Il disco narra la storia di un'amica morta per overdose, e alterna momenti sia tragici sia ironici.
Le sonorità di riferimento sono la new wave anni 1970 e il jazz anni 1950. Il disco è cantato in inglese, com'era tradizione nella new wave romagnola degli anni '70.
Il disco ha ricevuto critiche positive da Enrico Rava.
Il video del brano Money for dope è stato realizzato da Giovanni Scarfini.

## Tracce
1. Silence – 4:59
2. Vienna Vienna – 4:34
3. Something Fantastic – 2:36
4. Make Your Mother Sigh – 3:45
5. Easy to Be Fooled – 5:47
6. Guard My Tongue – 4:04
7. Doom – 3:21
8. I Can't Stand It – 4:15
9. Letters on Fire – 5:18
10. Money for Dope – 4:49

## Formazione
- Daniele Luttazzi – voce
- Davide Aru – chitarra elettrica
- Marcello Surace – batteria
- Giampiero Grani – tastiera, pianoforte
- Mario Guarini – basso
- Massimo Cusato – percussioni
- Giovanna Famulari – violoncello
- Giovanni Amato – tromba
- Luca Begonia – trombone
- Max Ionata – sassofono tenore, sassofono soprano
- Mauro Negri – sassofono contralto, clarino

## Curiosità
Per l'album Fenomeno (2017) il rapper Fabri Fibra ha composto Money For Dope 2017 su una strumentale che il producer Bassi Maestro ha creato sulla base di un sample proveniente da Money For Dope di Luttazzi.